# Devínské Karpaty
Devínské Karpaty jsou jeden ze čtyř podcelků Malých Karpat a jejich nejzápadnější část.
Na západě hraničí s Rakouskem, hranici tvoří řeka Morava, jižněji řeka Dunaj. Na úpatí leží městské části Bratislavy, a to: Devínska Nová Ves, Dúbravka, Devín a Karlova Ves.
Nejvyšší bod Devínských Karpat s výškou 514 m se nachází v masívu Devínské Kobyly.
Součástí je i přírodní útvar zvaný Sandberg, kde se nacházejí fosilie živočichů a rostlin z třetihor.

## Galerie

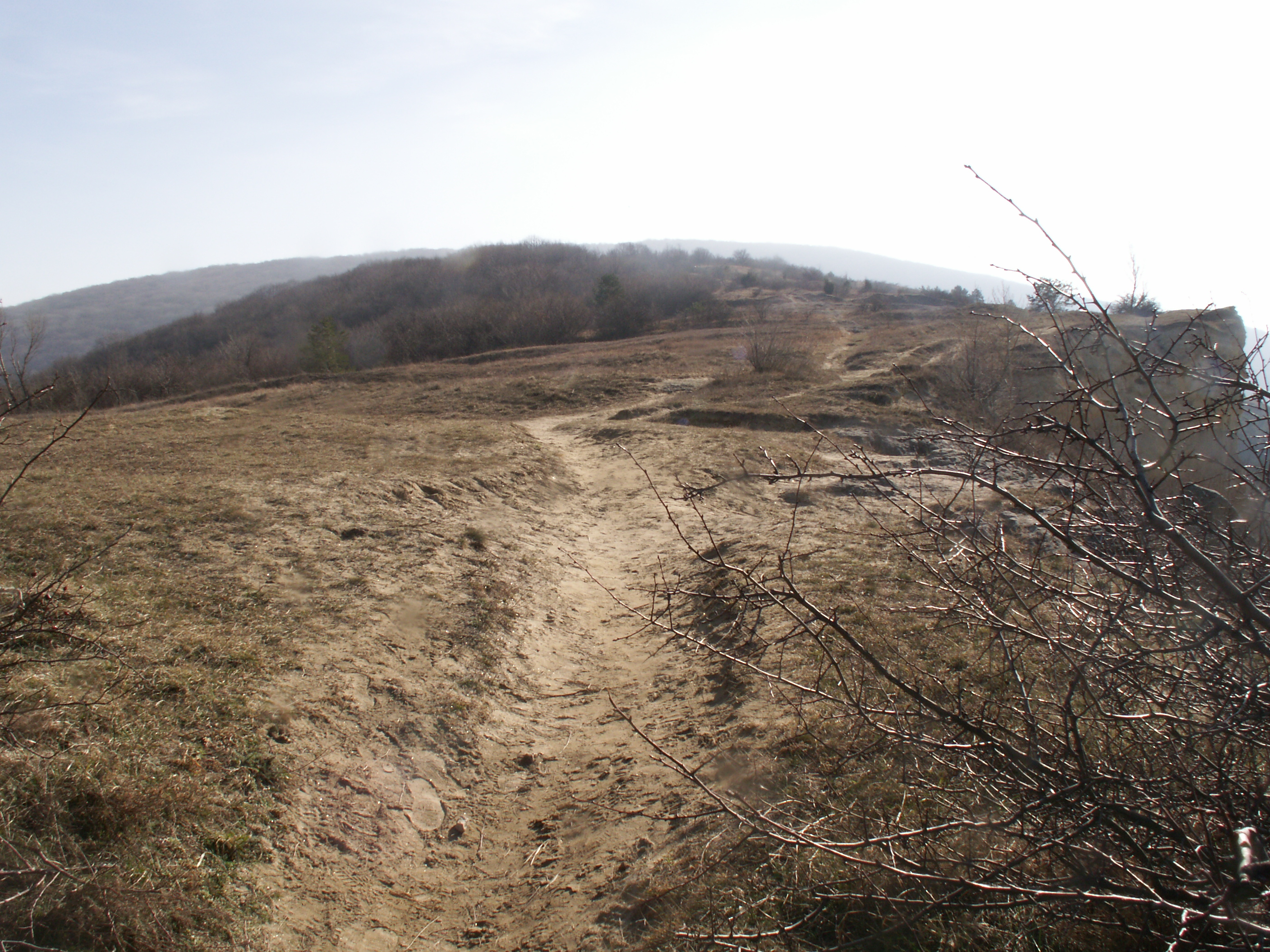
Devínské Karpaty
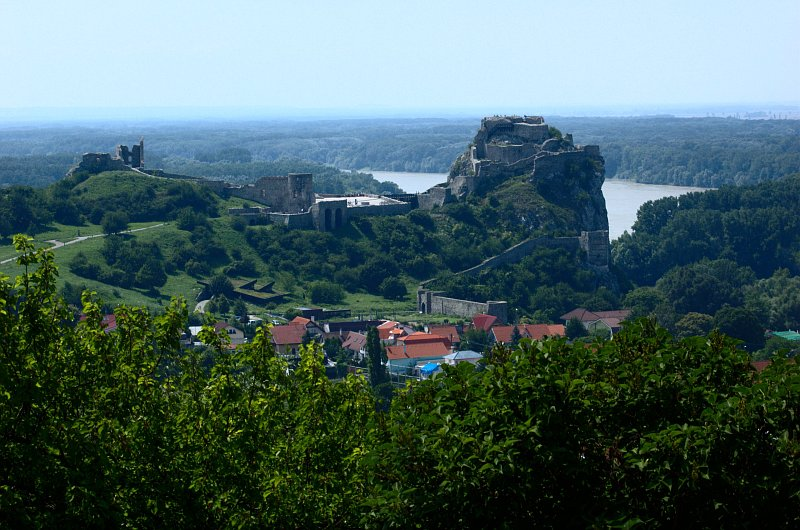
Devín z Devínské Kobyly
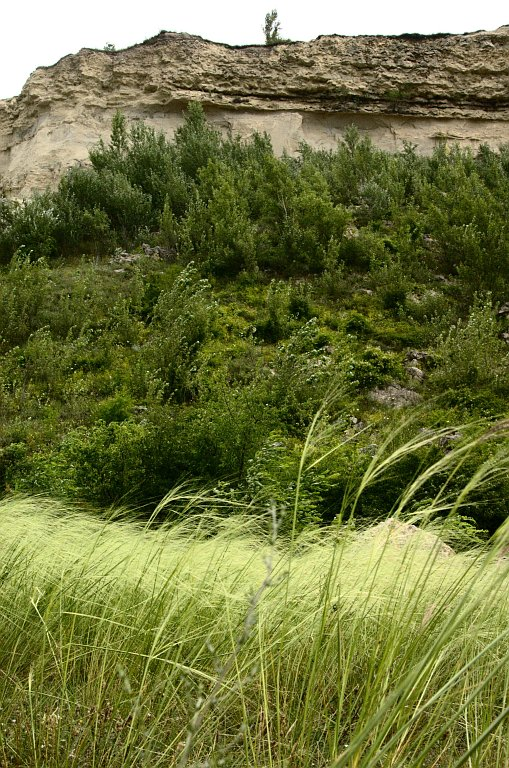
Sandberg
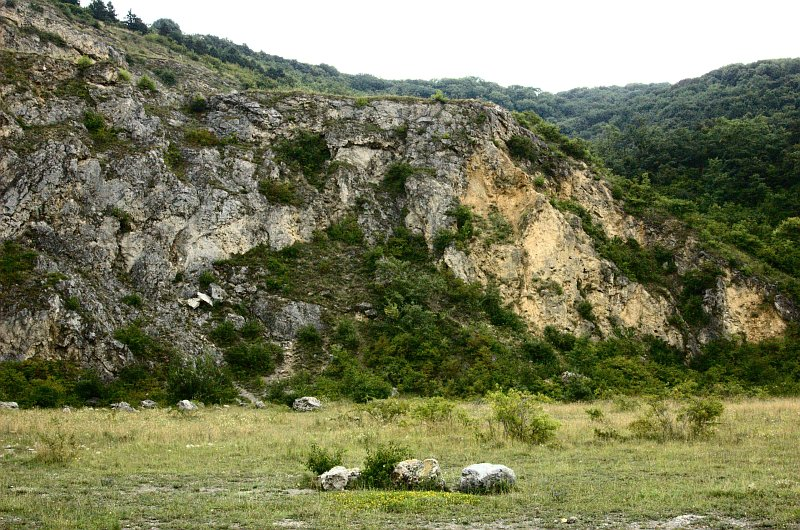
Sandberg